# Bitomus sarawakensis
Bitomus sarawakensis är en stekelart som beskrevs av Fischer 1990. Bitomus sarawakensis ingår i släktet Bitomus och familjen bracksteklar. Inga underarter finns listade.